# Black Op
Ne doit pas être confondu avec Call of Duty: Black Ops.
Black Op est une série de bande dessinée d’espionnage publiée par Dargaud. Elle est scénarisée Stephen Desberg, illustrée par Hugues Labiano avec les couleurs de Jean-Jacques Chagnaud.
Son premier cycle se termine après six tomes. Le second cycle comprend les deux derniers.

## Synopsis
1er cycle
Au cœur de l'empire américain - entre une morale puritaine très stricte et une absence totale de scrupule lorsqu'il s'agit de défendre l'hégémonie des USA -, deux amis d'enfance engagent la CIA dans une opération périlleuse : en pleine Guerre froide, relancer la mafia russe pour mieux combattre le communisme de l'intérieur. Ainsi apparaissent l'un après l'autre les acteurs d'une menace qui risque, aujourd'hui plus que jamais, d'exploser au grand jour. Les États-Unis ont toujours eu l'art de créer eux-mêmes leurs meilleurs ennemis.
2e cycle
Dans les années 70, la CIA décide d'installer un faux couple en Iran afin d’enquêter sur les compagnies pétrolières et des mouvements financiers étranges

## Albums
| Tome | Titre  | Publication     | ISBN                     |
| ---- | ------ | --------------- | ------------------------ |
| 1    | Tome 1 | 4 février 2005  | (ISBN 978-2-2050-5491-0) |
| 2    | Tome 2 | 17 février 2006 | (ISBN 978-2-2050-5687-7) |
| 3    | Tome 3 | 5 mars 2007     | (ISBN 978-2-2050-5878-9) |
| 4    | Tome 4 | 11 avril 2008   | (ISBN 978-2-2050-6025-6) |
| 5    | Tome 5 | 9 avril 2009    | (ISBN 978-2-2050-6212-0) |
| 6    | Tome 6 | 21 janvier 2010 | (ISBN 978-2-2050-6320-2) |
| 7    | Tome 7 | 23 janvier 2014 | (ISBN 978-2-2050-7175-7) |
| 8    | Tome 8 | 6 novembre 2014 | (ISBN 978-2-2050-7343-0) |